# Río Llancahue
El río Llancahue o Río Llanquihue es un curso natural de agua que nace en las laderas del volcán Quetrupillán y fluye en el sector precordillerano de la comuna de Panguipulli de la Región de los Ríos hasta desembocar en la lago Pellaifa. 

## Trayecto
El río Llancahue nace en a partir del río Quilaleufú en la ladera del volcán Quetrupillán en la comuna de Panguipulli. Este río fluye en sentido noreste a suroeste, recibe las aguas del río El Venado, a partir de este punto el río fluye en sentido este oeste bordeando el sector norte del lago Pellaifa y luego fluye en sentido suroeste hasta encontrarse con las aguas del desagüe del Lago Pellaifa en la localidad de Pellaifa para cruzar la ruta 201 CH y luego  continuar hacia el este hasta llegar al lago Calafquén.

## Historia
Luis Risopatrón lo describe en su Diccionario jeográfico de Chile (1924):: 488 
Llancahue (Río). Nace en las faldas W del volcán Quetrupillan, corre hacia el W, se encorva al S y se vácia en la parte N de la laguna de Pellaifa, en la que forma un delta.

## Población, economía y ecología
El Plan Nacional de Protección de humedales prevé la protección del humedal Llancahue.: 29 
El río Llancahue es considerado de clase IV a IV+ en rafting.

### Riesgos volcánicos
Ambas riberas del río Llancahue desde la junta con el río El Venado hasta su desagüe en el lago Calafquén está considerada como una zona con 'Peligro Muy Alto' de verse afectada por los lahares durante las erupciones del volcán Villarrica cuando estas se originen en el cono y/o en el cráter principal del volcán. Esto incluye el caserío de Pellaifa y sus alrededores. Lo anterior se basa en los antecedentes existentes de erupciones ocurridas durante los siglos XIX y XX. En el Mapa de Peligros del Volcán Villarrica los bordes del río Llancahue se encuentran bajo clasificación (AI1).
Igualmente, esta es una zona riesgos que puede verse afectada seriamente por caída de piroclastos de 3,2 hasta 1,6 cm de diámetro, con un máximo de entre 10 a 30 cm de espesor de los depósitos.